# Corvetto
Corvetto is een metrostation in de Italiaanse stad Milaan dat werd geopend op 12 mei 1991 en wordt bediend door lijn 3 van de metro van Milaan.

## Geschiedenis
Corvetto ligt op het metrotraject onder de oude weg naar Rome de Via Lodi. Aanvankelijk zou dit het zuidelijke deel worden van lijn 4, maar in 1977 werd het onderdeel van lijn 3. De bouw van het station begon in 1986 waarbij ook het Piazzale L. E. Corvetto opnieuw werd ingericht. Hierbij werd de eindlus van lijn 13 verwijderd en kreeg die tram gedurende de aanleg van de metro een eindpunt in de Via Gamboloita. De metro verving de tramlijn op 12 mei 1991 toen de tunnel tussen Porta Romana en San Donato werd geopend voor reizigersverkeer. 

## Ligging en inrichting
Het eilandperron ligt tussen het plein en de Via Gamboloita onder de Corso Lodi. De verdeelhal ligt aan de kant van het plein boven de perrons en is met voetgangerstunnels verbonden met de toegangen op de hoeken met de Viale Luciana, waar ook de lift staat, en de Via Polesine. De voormalige trambaan in de middenberm van de Corso Lodi is omgebouwd tot fiets/voetpad. Aan de zuidoost kant van het plein ligt de metrotunnel onder de toerit van de nieuwe weg naar Rome, de Autostrada del Sole.  